# Priscus
Priscus oder Priskos ist der Name oder das Cognomen folgender Personen:
- Caerellius Priscus, römischer Statthalter in Britannien
- Capitonius Priscus, römischer Offizier (Kaiserzeit)
- Clutorius Priscus, römischer Ritter und Dichter zur Zeit des Tiberius
- Sudernius Priscus, römischer Offizier (Kaiserzeit)
- Decimus Iunius Novius Priscus, römischer Konsul 78
- Gaius Acilius Priscus, römischer Suffektkonsul 132
- Gaius Caballius Priscus, römischer Offizier (Kaiserzeit)
- Gaius Cavarius Priscus, römischer Offizier (Kaiserzeit)
- Gaius Geminius Priscus, römischer Offizier im frühen 2. Jahrhundert
- Gaius Helvidius Priscus, stoischer Philosoph und Politiker zur Zeit der Kaiser Nero und Vespasian
- Gaius Iulius Priscus, römischer Politiker und Prätorianerpräfekt
- Gaius Laberius Priscus, römischer Suffektkonsul 142
- Gaius Novius Priscus, römischer Konsul 152
- Gaius Sagurus Priscus, römischer Offizier (Kaiserzeit)
- Gaius Vettius Priscus, römischer Offizier (Kaiserzeit)
- Lucius Iavolenus Priscus, römischer Suffektkonsul 86 und Jurist
- Lucius Neratius Priscus (Suffektkonsul 97), römischer Jurist
- Lucius Poblicola Priscus, römischer Suffektkonsul 145
- Lucius Tarquinius Priscus, König von Rom 616 v. Chr. bis 578 v. Chr.
- Lucius Valerius Messalla Thrasea Priscus, römischer Konsul 196
- Lucius Valerius Priscus, römischer Offizier (Kaiserzeit)
- Lucius Venuleius Apronianus Octavius Priscus, römischer Konsul 168
- Lucius Venuleius Montanus Apronianus Octavius Priscus, römischer Konsul 123
- Marcus Helenius Priscus, römischer Offizier (Kaiserzeit)
- Marcus Statius Priscus Licinius Italicus, römischer Konsul 159 und Militär
- Marcus Tarquitius Priscus, römischer Statthalter
- Publius Iulius Scapula Priscus, römischer Suffektkonsul 193
- Publius Oppius Priscus, antiker römischer Toreut
- Publius Servilius Priscus Structus, römischer Konsul 495 v. Chr.
- Publius Servilius Priscus († 463 v. Chr.), römischer Konsul 463 v. Chr.
- Publius Valerius Priscus, römischer Offizier (Kaiserzeit)
- Quintus Cornelius Priscus, römischer Militär zu Zeit des Tiberius
- Quintus Mustius Priscus, römischer Suffektkonsul 145
- Quintus Pompeius Senecio Sosius Priscus, römischer Konsul 169 und Pontifex
- Quintus Pompeius Sosius Priscus, römischer Konsul 149
- Quintus Servilius Priscus, römischer Konsul (468 v. Chr. – 466 v. Chr.)
- Sextus Marcius Priscus, römischer Suffektkonsul
- Sextus Subrius Dexter Cornelius Priscus, römischer Suffektkonsul
- Spurius Servilius Priscus (Konsul 476 v. Chr.), römischer Politiker
- Spurius Servilius Priscus (Zensor), römischer Politiker, Zensor 378 v. Chr.
- Tiberius Pompeius Priscus, römischer Offizier (Kaiserzeit)
- Titus Petronius Priscus, römischer Offizier (Kaiserzeit)
- Titus Varius Priscus, Statthalter 157
- Priscus, Gladiator († nach 80), siehe Verus gegen Priscus
- Priscus (Gegenkaiser), römischer Gegenkaiser
- Priscus Attalus, weströmischer Gegenkaiser
- Priskos, oströmischer Historiker
- Priskos (Feldherr), byzantinischer Feldherr
- Priskos (Philosoph), Philosoph (Neuplatoniker) des 4. Jahrhunderts
- Priskos (Mythologie), der Vater des Argonauten Asterion

Priscus steht für:
- (13653) Priscus, Asteroid des Hauptgürtels

Siehe auch:
- Beers-Liste (Priscus-Liste), Liste mit Medikamenten, die ältere Menschen nicht erhalten sollten
- Priscos
- Prisco